# Young Drako
Young Drako è il settimo album in studio del rapper statunitense Soulja Boy, pubblicato il 4 ottobre 2018.

## Tracce
1. No Hook (True Story) – 2:54
2. Run Up A Bag – 2:34
3. Fresh Out The Trap – 2:34
4. Bitcoin – 3:04
5. Woo – 3:29
6. You Can't Do It Like Me – 3:15
7. Thru The City – 3:02
8. Freestyle – 1:15
9. Around Me – 3:02
10. Run Up The Bands – 2:05
11. Zone 1 Westside – 2:11
12. Young Drako – 4:05
13. Trap – 1:12
14. Forever – 4:06